# 圣巴萨诺
圣巴萨诺（義大利語：San Bassano），是意大利克雷莫纳省的一个市镇。总面积13平方公里，人口2205人，人口密度169.6人/平方公里（2009年）。国家统计（ISTAT）代码为019088。